# Kanton Valensole
Valensole is een kanton van het Franse departement Alpes-de-Haute-Provence. Het kanton maakt deel uit van het arrondissement Digne-les-Bains.

## Gemeenten
Het kanton Valensole omvatte tot 2014 de volgende 4 gemeenten:
- Brunet
- Gréoux-les-Bains
- Saint-Martin-de-Brômes
- Valensole (hoofdplaats)

Bij de herindeling van de kantons door het decreet van 24 februari 2014, met uitwerking op 22 maart 2015, werden volgende 6 gemeenten aan het kanton toegevoegd:
- Allemagne-en-Provence
- Esparron-de-Verdon
- Montagnac-Montpezat
- Quinson
- Sainte-Croix-du-Verdon
- Saint-Laurent-du-Verdon